# ولیکی گوبر
ولیکی گوبر (به لاتین: Veliki Guber) یک منطقهٔ مسکونی در بوسنی و هرزگوین است که در لیونو واقع شده‌است.